# 宰马贡尼措
宰马贡尼措是一个位于中国青海省玉树藏族自治州的湖泊，面积约为8.22平方千米，属于青藏高原。它的一级流域为长江流域，二级流域为长江干流水系。